# Francisco Javier Winthuysen

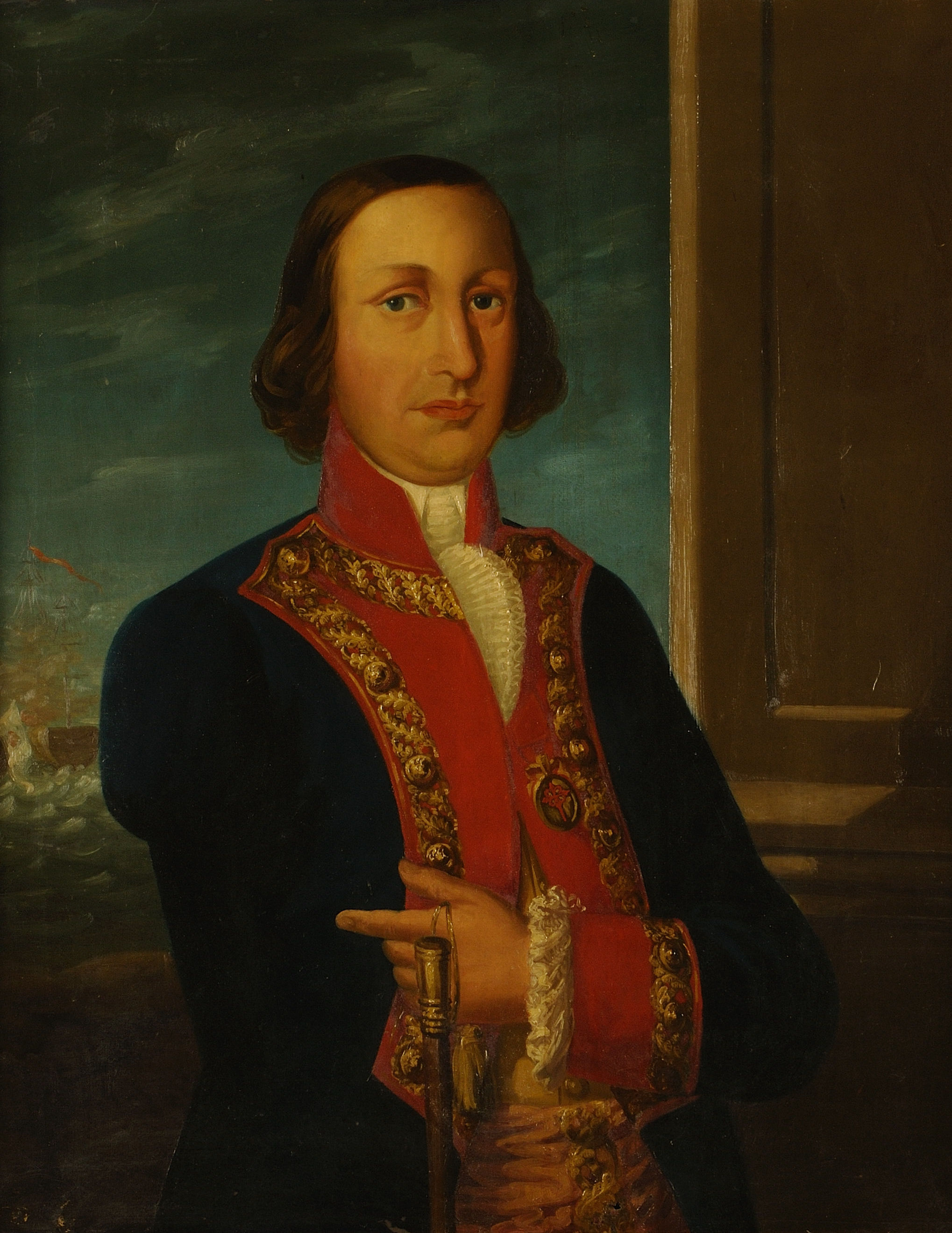
Francisco Javier Winthuysen (Museo Naval de Madrid).

Francisco Javier Winthuysen y Pineda (El Puerto de Santa María, 18 de agosto de 1747 - Cabo de San Vicente, 14 de febrero de 1797) marino español. 

## Biografía
Era hijo del jefe de Escuadra Francisco Javier de Winthuysen y Ticio y de Petronila de Pineda y Terry. Sentó plaza de guardiamarina en Cádiz el 11 de noviembre de 1757 y, realizados los estudios elementales, en el año 1759, embarcó por primera vez en el navío Dichoso, de la escuadra del marqués de la Victoria.
Combatió frente a los ingleses en las costas de Galicia y en las costas americanas, donde perdió un brazo. Volvió a ser herido en el sitio de Gibraltar y murió en la Batalla del Cabo de San Vicente, cuando era general subalterno de la flota.